# 오사카 돔
오사카 돔(일본어: 大阪ドーム 오사카도무[*], Osaka Dome)은 일본 오사카부 오사카시에 있는 일본의 돔 야구장이다. 현재 일본 프로 야구 퍼시픽 리그 팀인 오릭스 버펄로스가 홈 구장으로 사용하고 있으며, 1994년에 착공, 1997년 3월 1일에 개장했다. 교세라와의 명명권 계약으로 2006년 7월 1일부터 교세라 돔 오사카(京セラドーム大阪, Kyocera Dome Osaka)라는 호칭을 사용하고 있다.
한편, 요미우리 자이언츠가 코로나 19 영향으로 인해 2020년 일본 시리즈 홈경기를 해당 구장에서 개최하게 됐다.

## 사진 자료

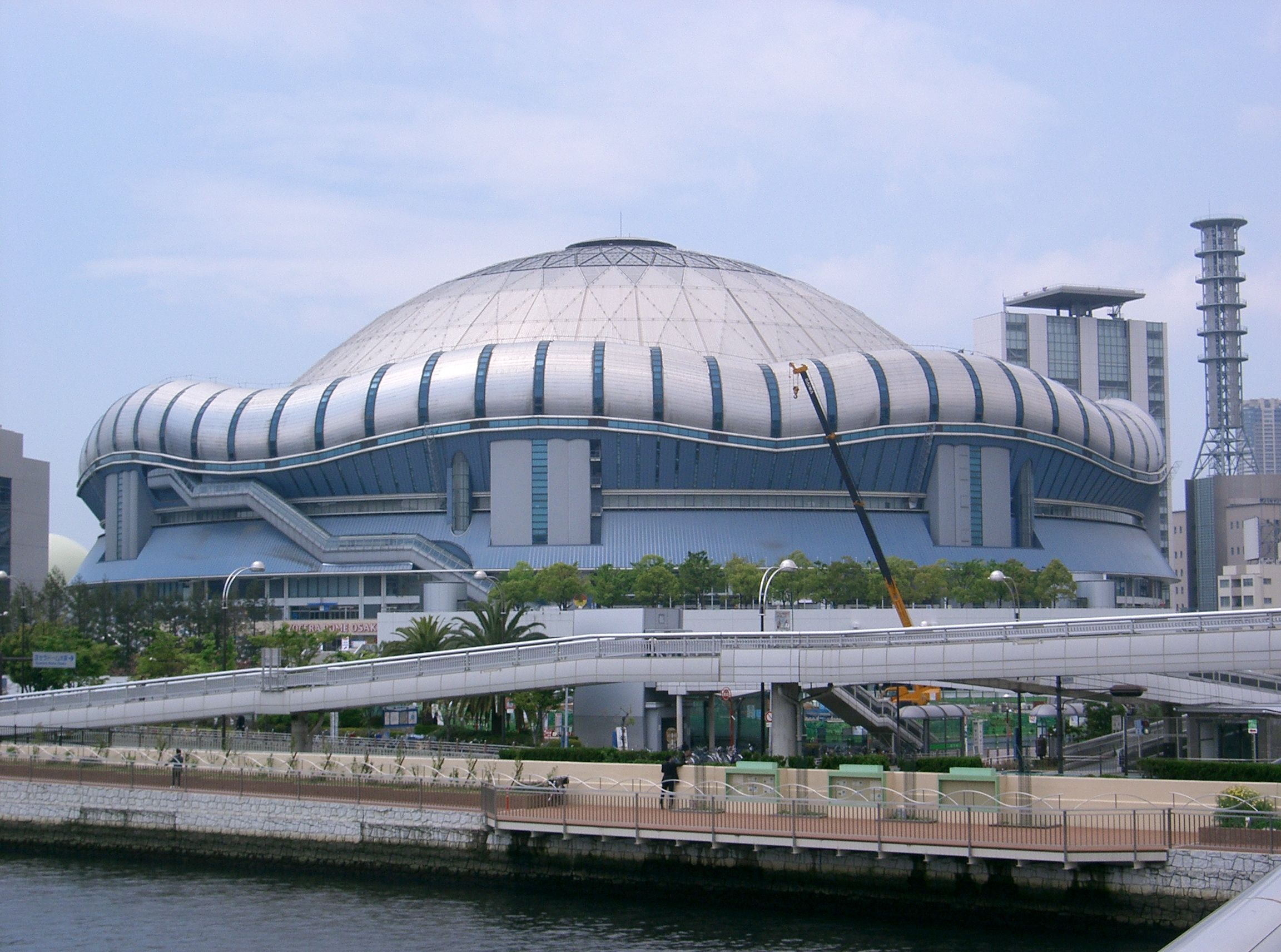
오사카 돔 외관
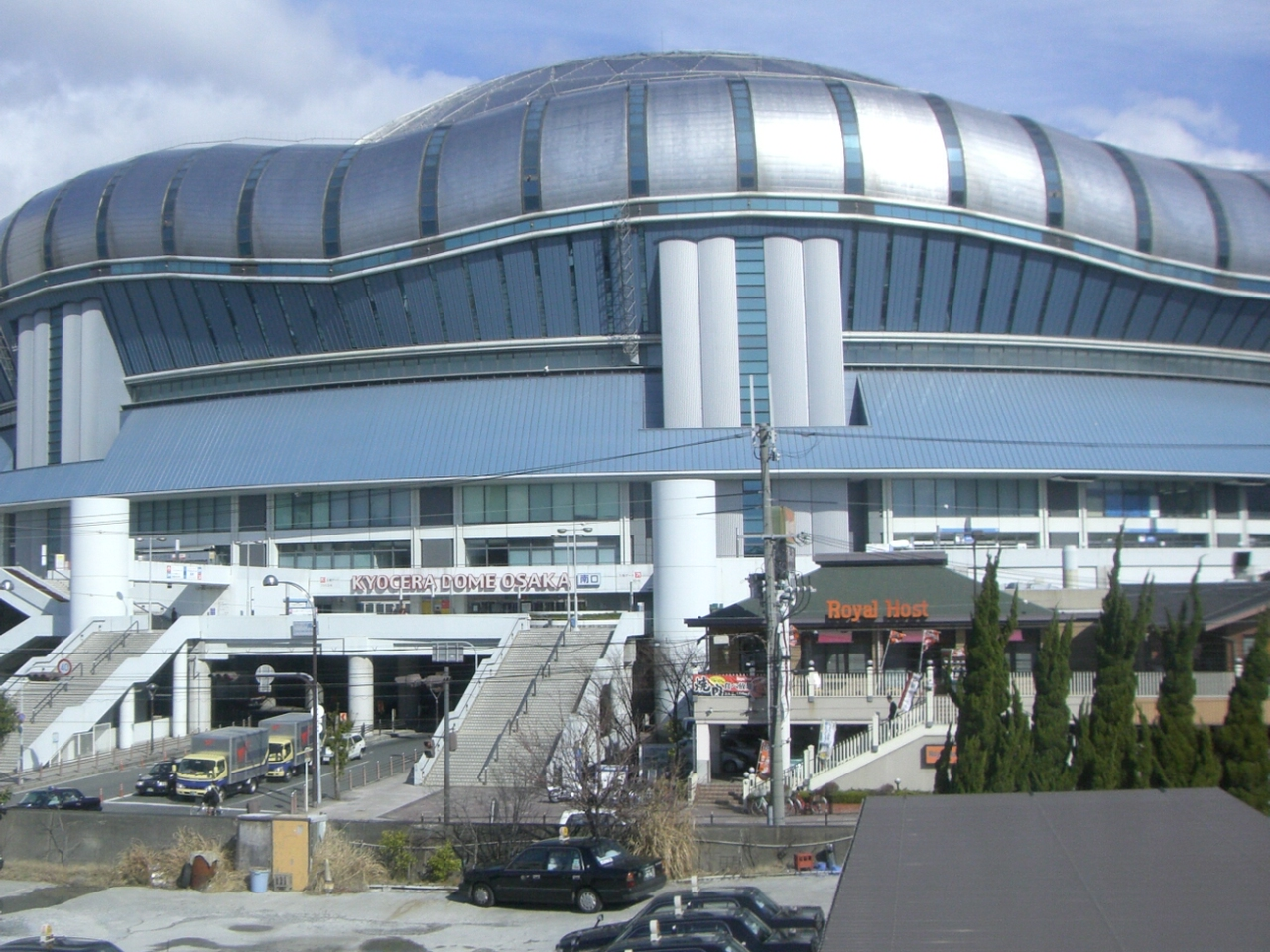
오사카 돔의 정문 출입구
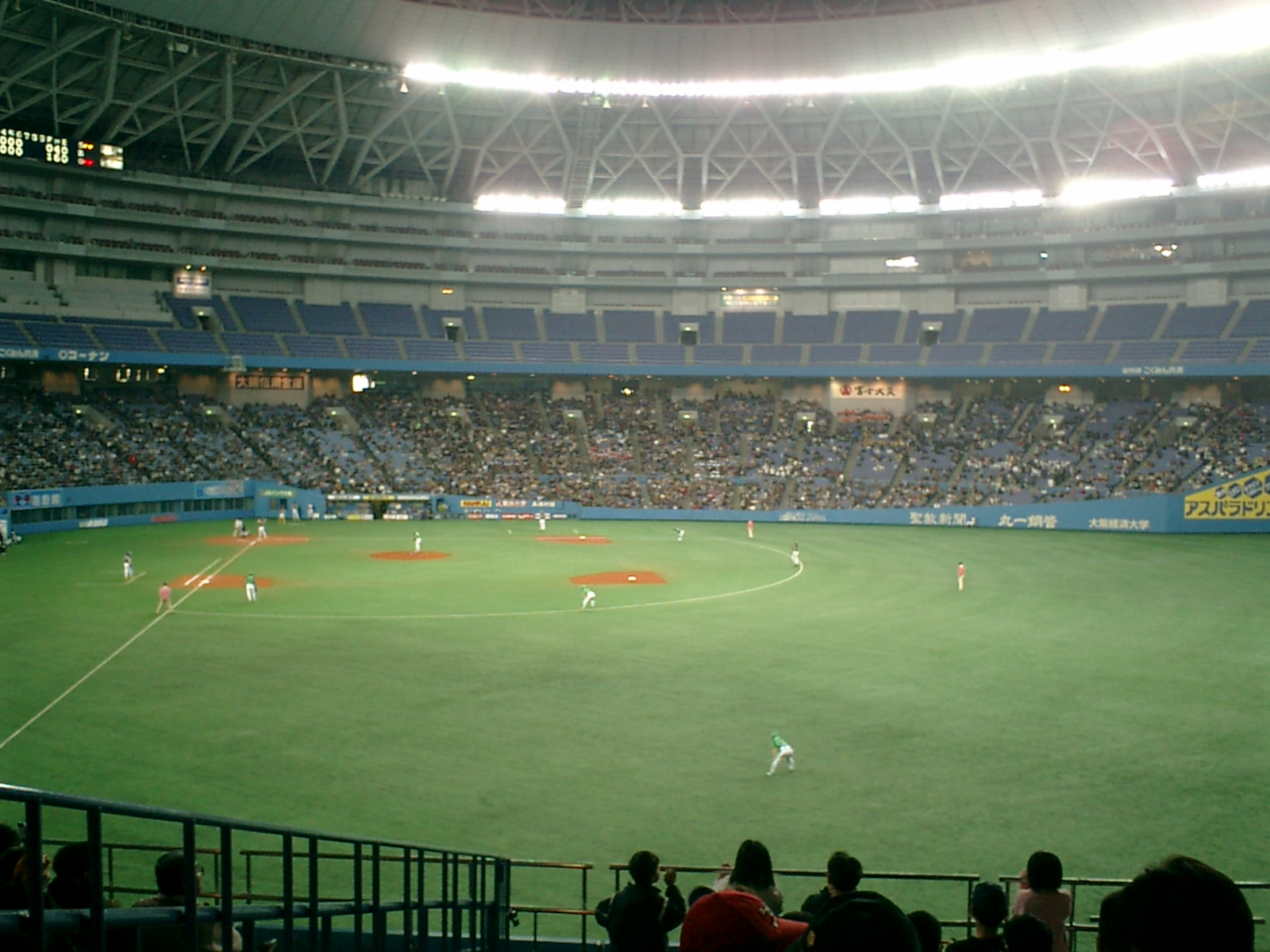
오사카 돔 내부
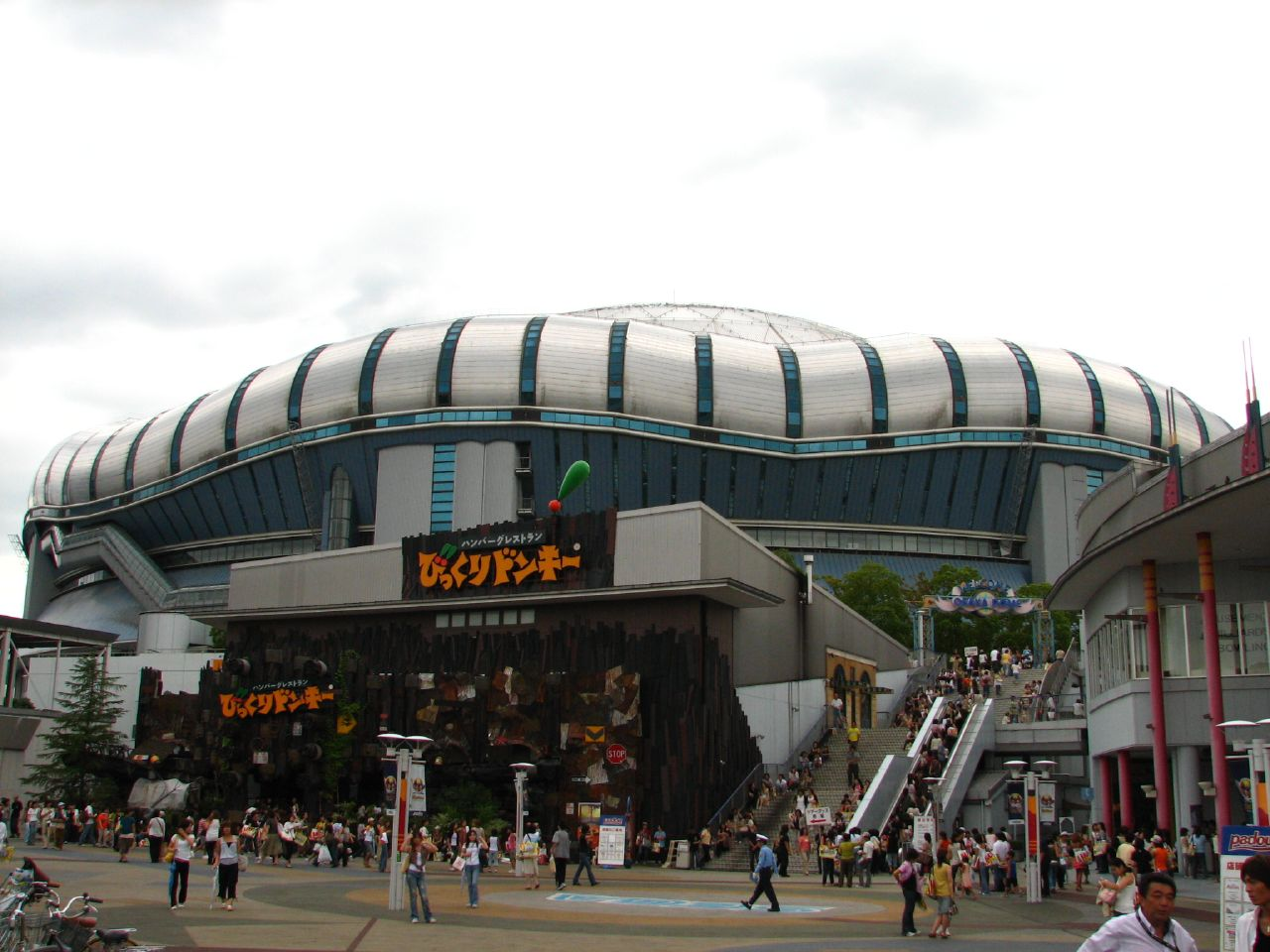
정문